# کیوچ-کوپکی
کیوچ-کوپکی (به لهستانی:  Kiełcze-Kopki) یک روستا در لهستان است که در گمینا کولنو (استان پودلاسکی) واقع شده‌است.
 کیوچ-کوپکی  ۱۰۴ نفر جمعیت دارد.